# Presocratici
Sono detti presocratici i primi pensatori greci, vissuti tra il VI e il V secolo a.C., precedenti al periodo di Socrate e Platone. Il termine è usato tuttavia anche per riferirsi a pensatori contemporanei a Socrate che non furono da lui influenzati. Il termine fu coniato nel XVIII secolo da Johann Augustus Eberhard e reso popolare nel XIX secolo da Hermann Diels, il quale nel 1903 pubblicò la silloge Fragmente der Vorsokratiker.

## Storia
La filosofia presocratica si sviluppò nelle colonie greche a partire dal VI secolo a.C. Gli sforzi dei presocratici furono rivolti all'indagine del fondamento ultimo e della natura essenziale del mondo. Essi ricercarono il principio (archè) delle cose e il metodo della loro origine e della loro scomparsa. I presocratici – le cui opere sopravvivono oggi esclusivamente sotto forma di frammenti – sottolinearono l'unità razionale di tutte le cose e rifiutarono le spiegazioni mitologiche del mondo. La nostra conoscenza relativa a questi filosofi deriva dai resoconti effettuati da autori successivi (specialmente Aristotele, Plutarco, Diogene Laerzio, Stobeo e Simplicio) e dai primi teologi (specialmente Clemente Alessandrino e Ippolito di Roma).
I pensatori presocratici presentarono un discorso relativo ad ambiti fondamentali della ricerca filosofica quali l'essere e il cosmo, la materia primaria dell'universo, la struttura e la funzione dell'anima umana, i principi basilari che regolano i fenomeni percepibili, la conoscenza e la moralità umana.

### Scuola di Mileto
I primi filosofi presocratici giunsero da Mileto sulla costa occidentale dell'Anatolia. Talete è ritenuto il primo presocratico e il padre della filosofia greca. Egli affermò che l'acqua è la base di tutte le cose. Colui che per primo compose testi filosofici fu invece Anassimandro, che assunse come principio fondamentale una sostanza indefinita, illimitata e senza qualità (ápeiron), al di fuori della quale si differenziano le opposizioni primarie (caldo e freddo, umido e secco). Più giovane dei precedenti fu Anassimene, che identificò l'arché nell'aria, concependo quest'ultima mutata, dall'ispessimento e dall'assottigliamento, in fuoco, vento, nuvole, acqua e terra.

### Scuola pitagorica (Scuola italica)
Un altro presocratico fu Pitagora, il quale, considerando il mondo come un'armonia perfetta, dipendente dal numero, tentò di indurre gli uomini a condurre una vita parimenti armoniosa. La sua dottrina fu accolta e ampliata da un vasto seguito di seguaci (i pitagorici), che si riunirono presso la Scuola italica nel sud d'Italia, a Crotone. Tra i suoi seguaci sono inclusi Filolao, Timeo, Alcmeone di Crotone, Democede, Archita, Ecfanto, Iceta, Cebete e tanti altri.

### Scuola di Efeso
Altro presocratico di rilievo, Eraclito affermò che, in natura, tutte le cose sono in uno stato di flusso perpetuo, collegate da una struttura logica che egli definì con il termine logos. Secondo Eraclito, il fuoco, uno dei quattro elementi classici, stimola e concretizza questo modello eterno. Dal fuoco tutte le cose traggono origine e ad esso ritornano in un processo di cicli eterni.
Pánta rheî o Panta rei (in greco antico: πάντα ῥεῖ, "tutto scorre") è un celebre aforisma attribuito a Eraclito (ma in realtà mai esplicitamente formulato in ciò che dei suoi scritti conosciamo) con cui la tradizione filosofica successiva ha voluto identificare sinteticamente il pensiero di Eraclito riguardo al tema del divenire, in contrapposizione con la filosofia dell'essere propria di Parmenide.

### Scuola di Elea
La scuola di Elea pose in rilievo la dottrina dell'Uno. Senofane dichiarò che Dio è l'unità eterna che permea l'universo e lo governa attraverso il Suo pensiero. Ancora, Parmenide di Elea introdusse un concetto di Essere unico, immobile, eterno, ingenerato, immortale e indivisibile. La dottrina parmenidea fu difesa dal discepolo Zenone, che polemizzò contro l'opinione comune che vede nelle cose il molteplice, il divenire e il cambiamento. Zenone propose una serie di celebri paradossi, assai dibattuti dai filosofi successivi, per cercare di dimostrare che il supporre che vi sia qualche mutamento o molteplicità conduce a contraddizioni. Un altro esponente di rilievo di questa scuola fu Melisso di Samo.

### Pluralisti
Recuperando la visione eleatica per cui l'Essere è necessariamente, Empedocle pervenne a una riformulazione della stessa. Da un lato egli mantenne salda l'idea della natura immutabile della sostanza, dall'altro identificò una pluralità di tali sostanze, vale a dire i quattro elementi classici: la terra, l'acqua, l'aria e il fuoco. Secondo Empedocle, il mondo è edificato da queste sostanze attraverso due forze motrici ideali, l'amore in quanto causa di unione e il conflitto in quanto causa di separazione.

### Scuola atomista
Tra i presocratici si annoverano anche Leucippo e Democrito, gli ideatori del primo sistema filosofico esplicitamente materialista. Tale sistema è la dottrina degli atomi, piccoli corpi primari numericamente indefiniti, indivisibili e imperituri, qualitativamente simili ma distinti per forma. Muovendosi eternamente attraverso il vuoto infinito, essi si scontrano e si uniscono generando così oggetti che differiscono secondo la varietà, il numero, la dimensione, la forma e la disposizione degli atomi che li compongono.

### Sofistica
I sofisti dichiararono che il pensiero si basa esclusivamente sulle apprensioni dei sensi e sull'impressione soggettiva e che, di conseguenza, non abbiamo altri criteri comportamentali al di fuori delle convenzioni per il singolo. Specializzati nella retorica, i sofisti erano più educatori professionisti che filosofi. La causa del loro sviluppo fu lo speciale bisogno dell'epoca di un nuovo tipo di istruzione per le classi elevate. Importanti sofisti furono Protagora, Gorgia, Ippia e Prodico.

## Dottrina
Spesso risulta difficile definire esattamente il pensiero dei filosofi presocratici così come ricostruire le argomentazioni che essi utilizzarono a sostegno delle loro teorie. Analoga sorte è toccata alle loro opere, andate perse nel corso dei secoli. Ciò che rimane dei loro scritti sono solo le citazioni di alcuni filosofi e storici antichi oltre a qualche raro frammento salvatosi dall'oblio.
In generale, i filosofi presocratici rigettarono le tradizionali interpretazioni mitologiche dei fenomeni a favore di spiegazioni più razionali attinenti allo studio della natura, sebbene queste fossero a volte collegate a concezioni religiose della tradizione orfica ed esoterica. Essi si chiedevano in particolare:
- Qual è l'origine (archè) delle cose?
- Qual è l'elemento primario, o la sostanza, di tutte le cose?
- Come possiamo spiegare la molteplicità delle cose che esistono in natura?
- Che rapporto intercorre tra unità e molteplicità, o tra essere e divenire?

Benché quasi tutte le soluzioni cosmologiche dei primi pensatori greci siano state in seguito in parte superate o corrette da riflessioni più complesse, grazie a strumenti di ricerca più potenti e sofisticati che hanno permesso conoscenze scientifiche più approfondite e metodiche, la filosofia non ha mai smesso di interrogarsi sulle questioni da essi sollevate.

## Quadro sinottico
L'interesse moderno per la prima filosofia greca risale al 1573, quando Henri Estienne raccolse una serie di frammenti pre-socratici nella sua Poesis philosophica (Ποίησις Φιλόσοφος). Il Seicento vide intensificarsi l'interesse per la filosofia presocratica. «Nel 1643 usciva a Udine la prima edizione dei Circuli pisani di Claudio Bérigard, il quale da Pisa nel 1649 si trasferirà a Padova come professore di «philosophia naturalis». Questi, subito all'inizio dei Circuli, dichiarava di volere «veterum opinionem tueri» contro Aristotele, non però scegliendo qualche autore isolato, bensì una raccolta coerente delle dottrine di tutti i presocratici, in grado di resistere maggiormente alle sottili confutazioni aristoteliche. Il Ferchio, invece, già nella prima pagina del suo [De caelesti substantia et eius ortu ac motu in sententia Anaxagorae philosophi celeberrimi] si appoggia unicamente alla dottrina di Anassagora per confutare le pseudo dimostrazioni di quanti sostengono l'eternità del mondo: «quia nonnulli specialiter iactant demonstrationes de caeli aeternitate, placet Anaxagorae dogmata de caelo ponere, atque ex iis pseudo demonstrationes illas resolvere».»
La prima opera in cui si trova l'espressione "età presocratica" è la Allgemeine Geschichte der Philosophie (Halle, 1788) di Johann Augustus Eberhard (1739-1809). Hermann Diels rese popolare il termine "pre-socratico" in Die Fragmente der Vorsokratiker (I frammenti dei presocratici) del 1903. Tuttavia, il termine "pre-Sokratic" [sic] era in uso fin dal Plato and the Other Companions of Sokrates di George Grote (1865). Anche Eduard Zeller contribuì a dividere il pensiero greco in pre e post socratico. Importanti analisi del pensiero pre-socratico sono state fatte da Gregory Vlastos, Jonathan Barnes e Friedrich Nietzsche nel suo La filosofia nell'epoca tragica dei Greci (Philosophie im tragischen Zeitalter der Griechen, 1873).

## Denominazioni diverse
Durante l'antichità classica, i filosofi presocratici erano detti physiologoi, studiosi della natura che Diogene Laerzio divide in due gruppi, quello ionico e quello italiota, guidati rispettivamente da Anassimandro e da Pitagora.
La classificazione "presocratici", intesa come un gruppo eterogeneo di filosofi cronologicamente precedenti Socrate, è stata da alcuni storici della filosofia abbandonata a favore della denominazione di "presofisti". Infatti molti "presocratici", da Parmenide in poi furono contemporanei di Socrate quando questi aveva già elaborato una filosofia matura. Nei presocratici cioè non dovrebbero essere compresi anche i sofisti che concettualmente segnano uno spartiacque dai primi spostando la speculazione dai piani ontologico e cosmologico a quelli antropologico ed etico. Quindi sono questi ultimi i più vicini nel tempo e nel pensiero a Socrate che condivide con loro l'abbandono della riflessione filosofica sulla natura e l'interesse per i problemi dell'uomo.
Un'altra denominazione che è stata proposta per accomunare i filosofi della natura è quella di ilozoisti (dal greco hýle = "materia" + zòon = "vivente"). propria cioè di coloro che concepiscono la natura come un tutto animato e vivente. Si tratta in effetti di una concezione tipica di tutti i primi pensatori ionici ma che viene estesa anche ad autori posteriori come, ad esempio, i filosofi della natura rinascimentali.
Negli ilozoisti non mancano accenni ai problemi e al mondo dell'uomo ma sono del tutto secondari. Dopo questi sino alla comparsa dei sofisti, si sviluppano dottrine che non costituiscono un gruppo omogeneo ma sono differenti per temi e interessi speculativi tutti però diretti ad indagare la realtà.
Quindi la storia della filosofia sino all'avvento di Socrate andrebbe divisa in:
- presofisti:

ilozoisti, gli Ionici di Mileto: Talete, Anassimandro e Anassimene (Scuola ionica di Mileto);
Pitagorici: Pitagora e seguaci (Scuola Pitagorica);
Eraclitei: Eraclito e seguaci (Scuola di Efeso);
Eleati: Parmenide, Zenone e seguaci (Scuola eleatica);
Pluralisti: Empedocle, Anassagora;
Atomisti: Leucippo, Democrito